# 실비아 사임스
실비아 사임스(Sylvia Syms, 1934년 1월 6일 ~ 2023년 1월 27일)는 영국의 배우이다.

## 출연

### 영화
- 이즈 애니바디 데어? (2008년)
- 더 퀸 (2006년) - 여왕 어머니 역
- 죽어서야 잠들 것이다 (2003년)
- 왓 어 걸 원츠 (2003년)
- 더티 위크엔드 (1993년)
- 사랑의 용기 (1992년)
- 여자의 이별 (1989년)
- 스카보르의 연정 (1988년)
- 타마린드 씨드 (1974년)
- 더 데스페라도스 (1969년)
- 백마와 소년 (1969년)
- V2 3인의 첩보전 (1965년)
- 불타는 수단 (1964년)
- 희생자 (1961년) - 로라 파 역
- 수지 웡의 세계 (1960년)
- 페리 투 홍콩 (1959년)
- 익스프레소 봉고 (1959년)
- Woman in a Dressing Gown (1957년)